# Rifapentina
La rifapentina (RPT), comercialmente como Priftin, es un antibiótico utilizado en el tratamiento de la tuberculosis. En la tuberculosis activa se usa junto con otros medicamentos antituberculosos. En la tuberculosis latente se usa típicamente con isoniacida.  Se administra por vía oral. 
Los efectos secundarios comunes incluyen recuentos bajos de neutrófilos en la sangre, enzimas hepáticas elevadas y glóbulos blancos en la orina.  Los efectos secundarios graves pueden incluir problemas hepáticos o diarrea asociada a Clostridium difficile.  No está claro si el uso durante el embarazo es seguro. La rifapentina pertenece a la familia de medicamentos de la rifamicina y actúa bloqueando la ARN polimerasa dependiente de ADN. 
La rifapentina fue aprobada para uso médico en los Estados Unidos en 1998.  Está en la Lista de medicamentos esenciales de la Organización Mundial de la Salud, los medicamentos más efectivos y seguros que se necesitan en un sistema de salud.  En los Estados Unidos cuesta entre US$100 y 200 por mes.  En muchas partes del mundo, en el año 2015, no fue fácil de obtener.

## Usos médicos
Una revisión de regímenes alternativos para la prevención de la tuberculosis activa en individuos VIH negativos con TB latente encontró que un régimen semanal directamente observado de rifapentina con isoniacida durante tres meses fue tan eficaz como un régimen diario de administración independiente de isoniazida durante nueve meses.  Pero el régimen de rifapentina-isoniazida tuvo mayores tasas de finalización del tratamiento y menores tasas de hepatotoxicidad.  Sin embargo, la tasa de eventos adversos limitantes del tratamiento fue mayor en el régimen de rifapentina-isoniazida.

### Embarazo
La FDA asignó una categoría C de embarazo a la rifapentina.  La rifapentina en mujeres embarazadas no se ha estudiado, pero los estudios de reproducción en animales han resultado en daño fetal y fueron teratogénicos.  Si se usan juntos la rifapentina y la rifampicina durante el embarazo, se debe controlar la coagulación debido a un posible aumento del riesgo de hemorragia materna posparto y hemorragia infantil.

## Efectos adversos
Los efectos secundarios comunes son hiperuricemia, piuria, hematuria, infección del tracto urinario, proteinuria, neutropenia, anemia e hipoglucemia.

## Contraindicaciones
Se debe evitar la rifapentina en pacientes con alergia a la clase de medicamentos de la rifamicina.  Esta clase de medicamentos incluye rifampicina y rifabutina.

## Interacciones
La rifapentina induce el metabolismo por las enzimas CYP3A4, CYP2C8 y CYP2C9.  Puede ser necesario ajustar la dosis de los medicamentos metabolizados por estas enzimas si se toman con rifapentina.  Los ejemplos de medicamentos que pueden verse afectados por la rifapentina incluyen warfarina, propranolol, digoxina, inhibidores de la proteasa y anticonceptivos orales.

## Estructura química
La estructura química de la rifapentina es similar a la de la rifamicina, con la notable sustitución de un grupo metilo por un grupo ciclopentano (C5H9). 

## Historia
La rifapentina fue sintetizada por primera vez en 1965 por la misma compañía que producía la rifampicina.  El medicamento fue aprobado por la Administración de Alimentos y Medicamentos (FDA) en junio de 1998.  Se sintetiza en un solo paso a partir de la rifampicina. 